# Universidad de Sussex
La Universidad de Sussex es una universidad pública de investigación situada en Falmer, Sussex Oriental, Inglaterra. Se encuentra en su mayor parte dentro de los límites de la ciudad de Brighton y Hove. Su amplio campus está rodeado por el Parque Nacional de South Downs y ofrece un cómodo acceso al centro de Brighton, situado a 5,5 kilómetros. La universidad recibió su carta real en agosto de 1961, la primera de la generación de universidades de cristal.
Más de un tercio de sus estudiantes están matriculados en programas de postgrado y aproximadamente un tercio del personal es de fuera del Reino Unido. Sussex tiene una comunidad diversa de casi 20.000 estudiantes, de los cuales alrededor de uno de cada tres son estudiantes extranjeros, y más de 1.000 académicos, que representan a más de 140 nacionalidades diferentes. Los ingresos anuales de la institución para 2023-24 fueron de 379,6 millones de libras (508,21 millones de usd), de los cuales 39,9 millones procedían de becas y contratos de investigación, con un gasto de 291,3 millones de libras.
Sussex cuenta entre su profesorado con cinco ganadores del Premio Nobel, 15 miembros de la Royal Society, 10 miembros de la Academia Británica, 24 miembros de la Academia de Ciencias Sociales y un ganador del Premio Crafoord. En 2011, muchos de sus profesores habían recibido también el Premio de Literatura de la Royal Society, la Orden del Imperio Británico y el Premio Bancroft. Entre sus antiguos alumnos figuran jefes de Estado, diplomáticos, políticos, eminentes científicos y activistas.
El año académico se divide en tres períodos, cada uno con una duración de ocho semanas. El período otoño (autumn) va desde comienzos de octubre hasta diciembre; primavera (spring) normalmente va desde enero hasta antes de la Pascua; y verano (summer) se extiende entre después de la Pascua hasta junio.